# مارك وليامز (لاعب كرة قاعدة)
مارك وليامز (بالإنجليزية: Mark Williams)‏ هو لاعب كرة قاعدة أمريكي، ولد في 28 يوليو 1953 في إلميرا في الولايات المتحدة.

## وصلات خارجية
- مارك وليامز على موقعبيزبول رفرنس.كوم (الدوري الرئيسي) (الإنجليزية)
- مارك وليامز على موقعبيزبول رفرنس.كوم (الدوري الثانوي) (الإنجليزية)